# Аки (провинция)
Аки (яп. 安芸国 Аки но куни) или Гэйсю (яп. 芸州) — историческая область Японии в западной части острова Хонсю; соответствует западной части современной префектуры Хиросима.
Первоначально название области писалось другими иероглифами — яп. 阿岐. Замена написания на яп. 安芸 произошла в VII веке.
С конца эпохи Хэйан Аки известна тем, что в ней находится храм Ицукусима. Тайра-но Киёмори подарил храму новый комплекс построек и свитки с сутрами. Ицукусима имела хороший порт и обладала стратегическим значением.
Во времена Сэнгоку в Аки первоначально проживал клан Мори. В 1555 году Мори Мотонари в сражении при Ицукусима разбил Суэ Харутака и установил свою власть над западной частью Хонсю.
Мори Тэрумото, один из пяти регентов, которых Тоётоми Хидэёси назначил для своего сына, перед сражением при Сэкигахара (1600) принял сторону Исида Мицунари и потерял Аки, равно как и многие другие свои владения.
Некоторое время областью Аки управлял Фукусима Масанори. В 1619 году на должность даймё Хиросимы с 420 000 коку был назначен Асано Нагаакира. До реставрации Мэйдзи Аки находилась практически полностью под управлением клана Асано.
В 1871 году область Аки была упразднена и переименована в префектуру Хиросима. После некоторых изменений префектура Хиросима приобрела свои нынешние границы.

## Уезды
- Аки
- Камо
- Масуда
- Нумата
- Саэки
- Такамия
- Таката
- Ямагата